# Magnus Pääjärvi Svensson
Karl Magnus Pääjärvi Svensson (ur. 12 kwietnia 1991 w Norrköping) – szwedzki hokeista, reprezentant Szwecji.
Jego ojciec Gunnar (ur. 1956) i brat Björn Svensson (ur. 1986) także zostali hokeistami.

## Kariera
- Skåne (2005-2006)
- Malmö J18 (2005-2007)
- Malmö J20 (2006-2008)
- Timrå IK J18 (2007-2008)
- Timrå IK J20 (2007-2008)
- Timrå IK (2007-2010)
- Edmonton Oilers (2010-2013)
  -  Oklahoma City Barons (2011-2013)
- St. Louis Blues (2013-2018)
  -  Chicago Wolves (2014-2017)
- Ottawa Senators (2018-2019)
- Łokomotiw Jarosław (2019-2020)
- Dinamo Moskwa (2020-2021)
- Malmö Redhawks (2021-2022)
- Timrå IK (2022-)

Wychowanek Malmö IF. W KHL Junior Draft 2009 został wybrany przez rosyjski klub Łokomotiw Jarosław, a wkrótce potem w drafcie NHL z 2009 wybrany przez kanadyjski klub Edmonton Oilers. Od czerwca 2010 roku zawodnik tej drużyny Edmonton Oilers, związany trzyletnim kontraktem. Od tego czasu wielokrotnie przekazywany do klubu farmerskiego, Oklahoma City Barons. Od lipca 2013 zawodnik St. Louis Blues, w sierpniu podpisał dwuletni kontrakt z tym klubem. Od końca stycznia 2018 zawodnik Ottawa Senators. Pod koniec października 2019 został zawodnikiem Łokomotiwu Jarosław w rosyjskich rozgrywkach KHL. Pod koniec listopada 2020 ogłoszono jego transfer do Dinama Moskwa w toku wymiany za Fina Teemu Pulkkinena. Z końcem kwietnia 2021 odszedł z klubu. Od końca października 2021 był zawodnikiem macierzystego Malmö Redhawks. W październiku 2022 został zatrudniony w Timrå IK.
Uczestniczył w turniejach mistrzostw świata juniorów do lat 18 edycji 2008, 2009, mistrzostw świata juniorów do lat 20 edycji 2008, 2009, 2010 oraz seniorskich mistrzostw świata w 2010, 2011, 2018.
Jego przyjaciel, inny szwedzki hokeista Anton Lander, urodził się 12 dni później od Svenssona, razem z nim występował w Timrå IK oraz w juniorskich kadrach Szwecji, następnie w 2009 tak samo został wybrany w drafcie NHL przez Edmonton Oilers, potem obaj grali razem w tej drużynie, a także w Oklahoma City Barons, a w 2019 obaj zostali zawodnikami Łokomotiwu Jarosław.

## Sukcesy

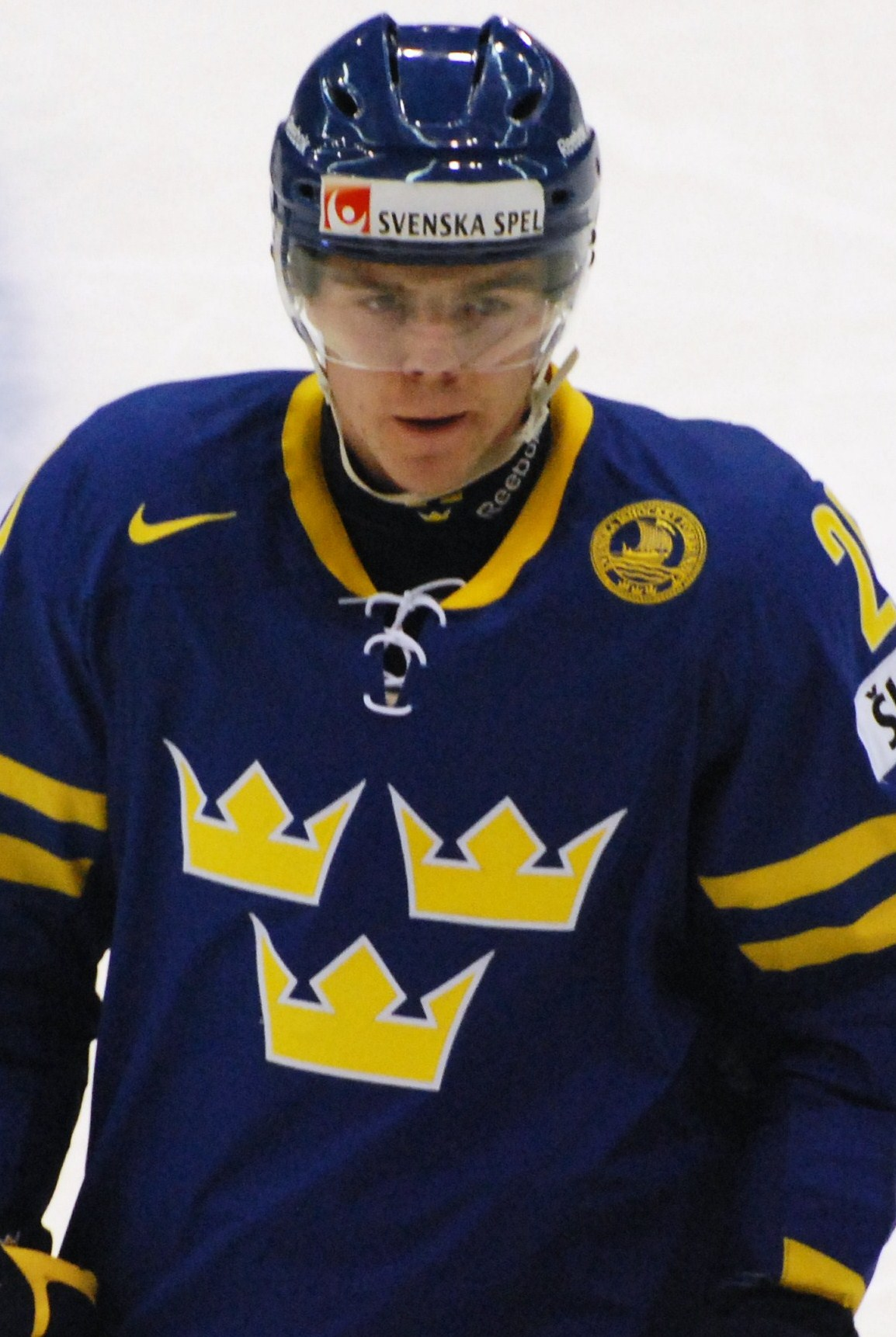
Magnus Pääjärvi Svensson w barwach Szwecji na MŚ do lat 20 (2009)

Reprezentacyjne
- Srebrny medal mistrzostw świata juniorów do lat 20: 2008, 2009
- Brązowy medal mistrzostw świata juniorów do lat 20: 2010
- Brązowy medal mistrzostw świata: 2010
- Srebrny medal mistrzostw świata: 2011
- Złoty medal mistrzostw świata: 2018

Indywidualne
- Elitserien (2008/2009):
  - Pierwsze miejsce klasyfikacji kanadyjskiej wśród juniorów do lat 18: 17 punktów
- Elitserien (2009/2010):
  - Pierwsze miejsce klasyfikacji strzelców wśród juniorów w sezonie zasadniczym: 12 goli
- Mistrzostwa Świata Juniorów w Hokeju na Lodzie 2010/Elita:
  - Czwarte miejsce klasyfikacji asystentów turnieju: 7 asyst[16]
  - Jeden z trzech najlepszych zawodników reprezentacji
- Mistrzostwa Świata w Hokeju na Lodzie 2010/Elita:
  - Pierwsze miejsce w klasyfikacji +/- turnieju: +8
  - Piąte miejsce klasyfikacji strzelców turnieju: 5 goli
  - Trzecie miejsce w klasyfikacji kanadyjskiej turnieju: 9 punktów
  - Jeden z trzech najlepszych zawodników reprezentacji
  - Skład gwiazd turnieju